# Otero de Herreros (kommunhuvudort)
Otero de Herreros är en kommunhuvudort i Spanien.   Den ligger i provinsen Provincia de Segovia och regionen Kastilien och Leon, i den centrala delen av landet, 60 km nordväst om huvudstaden Madrid. Otero de Herreros ligger 1 144 meter över havet och antalet invånare är 885.
Terrängen runt Otero de Herreros är varierad.Runt Otero de Herreros är det ganska glesbefolkat, med 45 invånare per kvadratkilometer. Närmaste större samhälle är Segovia, 16,1 km nordost om Otero de Herreros. Trakten runt Otero de Herreros består i huvudsak av gräsmarker.